# Тохтахунов, Алимжан Турсунович
Алимжан Турсунович Тохтахунов (1 января 1949, Ташкент, Узбекская ССР) — российский предприниматель уйгурского происхождения. Меценат, президент «Отечественного футбольного фонда». Совладелец крупных московских казино — «Метрополь», «Европа» и «Азия» (ныне закрытых).
Известен также как Тайванчик и Алик. В российских и западных СМИ Тохтахунов упоминается как один из крупнейших криминальных авторитетов России. Входил в первую десятку лиц, разыскиваемых ФБР. По состоянию на 2012 год находился в розыскном списке Интерпола.
На сайте Государственного Департамента США размещена ориентировка «Бюро по международной борьбе с наркотиками и обеспечения правоохранительной деятельности» на Алимжана Тохтахунова с указанием основных примет и обещанным вознаграждением до 4 млн долл. за предоставление информации, позволяющей осуществить задержание и передачу его в руки правосудия.

## Биография

### Ранние годы
Алимжан Тохтахунов молодость провёл в Ташкенте, где в школьные годы познакомился с такими людьми, как будущий алюминиевый олигарх Михаил Черной, будущий капитан сборной России по теннису Шамиль Тарпищев. В молодые годы увлекался футболом и играл за дубль команды «Пахтакор». Позже был администратором ташкентской команды и столичного ЦСКА.

### Карты
В 1980-х годах профессионально занимался карточной игрой и являлся одним из легендарных «катал» позднесоветского периода. Во времена СССР Тохтахунов отбывал тюремный срок по статье за тунеядство, в заключении познакомился со многими ворами в законе, все они были, по оценке Тайванчика, «незаурядными, интересными людьми». Предположительно был одним из «отцов-основателей» Измайловской ОПГ.

### Эмиграция
В 1989 году выехал в Германию и там остался. Вскоре получил израильское гражданство. Начал заниматься бизнесом (поставлял продукты питания в Россию) и заработал довольно большой капитал.
В 1993 году переехал в Париж (по некоторым сведениям, был выслан из Германии). В 1995 году был выслан из Монте-Карло.
В 1999 году был произведён в рыцари негосударственного ордена Святого Константина за «подвижничество, рыцарский дух и меценатство». В 2001 году перебрался в Италию.

## Взгляды
Тохтахунов — убеждённый сторонник возобновления легальной деятельности казино при гостиницах в России, имеет собственные проекты по формированию доходов госбюджета от налогообложения казино и продажи лицензий на их открытие.
Симпатизирует Сталину и Путину, которому не видит альтернативы. К российской оппозиции относится скептически.

## Зимние Олимпийские игры 2002
В 2002 году Тохтахунов был фигурантом скандала вокруг присуждения золотых медалей в фигурном катании на зимних Олимпийских играх в Солт-Лейк-Сити, благодаря чему получил широкую известность не только в узких кругах. Летом 2002 года Тохтахунов по требованию американских властей и при содействии ФБР был арестован итальянской полицией на курорте Форте-дей-Марми на севере Италии. Согласно американскому законодательству он обвинялся в мошенничестве, подкупе спортивных судей и заговоре с целью фальсификации результатов Олимпийских соревнований. Более 10 месяцев отсидел в тюрьме в Венеции, после чего был освобождён без передачи дела в суд. Проведя собственное расследование, Международный Олимпийский Комитет пришёл к выводу о непричастности Тохтахунова, власти США на его экстрадиции не настаивали.

### Снова в России
22 июля 2003 года Тохтахунов вернулся в Москву. В России со стороны правоохранительных органов претензий к нему не было.
Занимается бизнесом и благотворительностью, выпускает журналы «Отечественный футбол» и «Спорт и мода». Президент Отечественного футбольного фонда.
Второго июня 2013 года газета «Нью-Йорк Таймс» опубликовала статью о Тохтахунове под характерным заголовком «В России живёт светской жизнью; в Америке находится в розыске».
По данным новостного агентства ABC News в 2017 году, "Тохтахунов оказался вовлечён в проводимое ФБР расследование «сложной российской сети отмывания денег организованной преступности, управление которой осуществлялось из блока 63A башни Трамп-тауэр в Нью-Йорке». Результатом расследования ФБР явился обвинительный акт Федерального большого жюри, в котором перечислены свыше 30 человек, включая Тохтахунова. Тохтахунов избежал ареста и на момент публикации числился «беглецом от американского правосудия».

## В искусстве
В фильме «МУР» режиссёра Эльёра Ишмухамедова (2012) Тохтахунов достоверно, по оценке критики, сыграл роль вора в законе.
Тохтахунов является членом Московского городского отделения Союза писателей России.

## Личная жизнь
Алимжан Тохтахунов — автор книги «Мой шёлковый путь», в которой откровенно рассказал о своей жизни, увлечении карточными играми, «кодексе чести» картёжника, особенностях игры и взаимоотношений между игроками в разных странах. Около 15 лет он прожил за границей. С конца 1990-х годов в карты Алимжан уже профессионально не играет.
У Тохтахунова есть двое взрослых детей: дочь Лола, балерина, живущая в США, которую Алимжан всегда называет своей любимой дочерью; а также внебрачный сын Дмитрий, живущий в Москве. От него имеются внуки.
В 2012 году у 63-летнего Тохтахунова родились две дочери-близняшки Екатерина и Елизавета от связи с 24-летней студенткой Финансовой академии Юлией Малик.
По состоянию на 2013 год Тохтахунов живёт в посёлке Переделкино.
Много лет дружит с Софией Ротару, Аллой Пугачёвой, Владимиром Спиваковым, Павлом Буре. Более 40 лет дружил с Вячеславом Иваньковым (Япончиком). Долгое время дружил с Иосифом Кобзоном и Виктором Мережко.

## Образ в кинематографе
- Прототип Алика «Тайванчика» в телефильме «Кураж» (2014) в исполнении Максима Зыкова.